# Francisco Castro Gamboa
Francisco Fernando Castro Gamboa (Talagante, 4 settembre 1990) è un ex calciatore cileno, di ruolo attaccante.

## Caratteristiche tecniche
È un centravanti.

## Palmarès
- Campionato cileno: 4

Universidad de Chile: 2011 (A), 2011 (C), 2012 (A), 2014 (A)
- Coppa Sudamericana: 1

Universidad de Chile: 2011
- Supercoppa del Cile: 1

Unión Española: 2013